# Fissidens subpalmatus
Fissidens subpalmatus är en bladmossart som beskrevs av C. Müller 1872. Fissidens subpalmatus ingår i släktet fickmossor, och familjen Fissidentaceae. Inga underarter finns listade i Catalogue of Life.